# Balaibalan
Il Balaibalan è stata una lingua artificiale, la più antica al mondo ad essere documentata in modo soddisfacente. 

## Storia

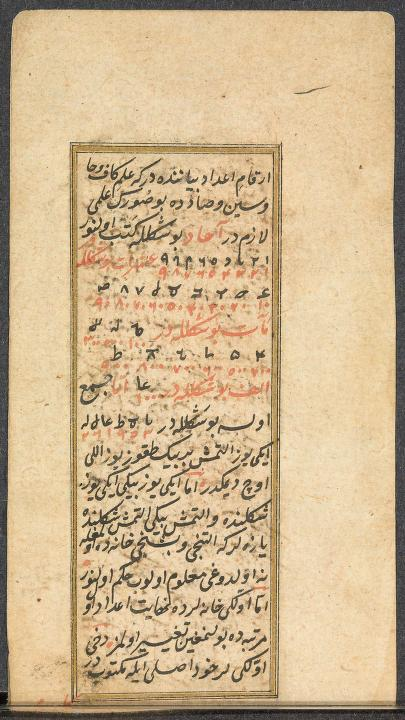
Una pagina del Dizionario Balaibalan.

La paternità della sua creazione è normalmente attribuita al derviscio turco, di origine persiana, Muhyî-i Gülşenî (pseudonimo di Mehmed bin Fethullah Ebu Talip, 1528-1605), residente al Cairo ma nato a Edirne da una famiglia originaria di Shiraz; e membro dell'ordine sufi fondato al Cairo dallo Shaykh curdo Pir Ibrahim Gulshani (Gülşenî in turco). Quello che è certo è che Muhyî-i Gülşenî è stata la persona che ci ha trasmesso tutto ciò che conosciamo della lingua, ma la flessibilità e la completezza del Balaibalan dimostrano che la sua elaborazione fu il frutto di un impegno collettivo. Dopo la morte di Muhyî-i Gülşenî non abbiamo notizie delle vicende della lingua, che probabilmente si avviò verso la progressiva estinzione.
La documentazione della lingua che ci rimane è costituita da un dizionario Balaibalan-turco-persiano di ca. 17.000 parole, compilato da Muhyî-i Gülşenî al Cairo nel 1574. Include una prefazione in Balaibalan, la traduzione della stessa in arabo, pochi brevi testi e una sintesi della grammatica in turco. Il primo studioso che parlò di questa lingua fu l'orientalista francese Antoine-Isaac Silvestre de Sacy nel 1813, che egli studiò basandosi su una copia sopravvissuta del Dizionario custodita presso la Biblioteca nazionale di Francia a Parigi.
Il Balaibalan non ha relazioni con la passione per la costruzione linguistica dei filosofi del Rinascimento. A differenza sia delle lingue filosofiche rinascimentali, che delle lingue ideate più di recente per facilitare la comunicazione internazionale oppure per essere impiegate nella letteratura o nel cinema, il Balaibalan fu probabilmente ideato come lingua sacra o poetica per motivi religiosi, similmente alla lingua ignota di santa Ildegarda von Bingen, o meglio ancora alle lingue cerimoniali come il Damin degli aborigeni australiani, l'Eskay delle Filippine, il Medefaidrin della Nigeria, la "lingua segreta" dei Dogon del Mali, e altre. Fu probabilmente una lingua segreta, a uso esclusivo della propria confraternita, la "Gülşeniyye". 
S'ipotizzava anticamente che venisse utilizzata una nuova lingua ogni volta in cui Dio avesse dato agli uomini una nuova rivelazione: Abramo ricevette la rivelazione in ebraico, Gesù in aramaico e Maometto in arabo. Di conseguenza il Balaibalan potrebbe essere stato considerato un segno dell'imminenza di una nuova rivelazione religiosa. 
L'esistenza del Balaibalan, come del resto quella delle succitate lingue cerimoniali, dimostra che l'invenzione linguistica non è un fenomeno soltanto moderno, né tantomeno soltanto occidentale. Lingue realizzate per scopi religiosi o a uso delle società segrete sono probabilmente sorte molte volte in tutto il mondo fin dai tempi più remoti. La ricerca negli archivi storici fuori dall'Europa, e l'analisi delle lingue sciamaniche e altre usate per fini religiosi, potrebbe portarci alla scoperta di un numero molto maggiore di esempi rispetto a quelli oggi conosciuti.

## Grammatica
Il Balaibalan è scritto nella variante ottomana dell'alfabeto arabo. La grammatica segue le tracce del persiano, del turco e dell'arabo: tre lingue di famiglie molto diverse (rispettivamente indoeuropea, altaica e semitica), ma appartenenti ad uno stesso ambito culturale islamico. 
La morfologia di tipo agglutinante avvicina il Balaibalan al turco. Nella sintassi invece è notevole l'influenza araba.
Non esistono il genere femminile, il numero duale e i plurali irregolari. 
I primi numeri cardinali sono: 1: ād, 2: baz, 3: jil, 4: dom, 5: han. I corrispettivi ordinali sono: 1°: waz (irregolare, copia dell'omonima parola dal significato di "incominciare"), 2°: bazam, 3°: jilam (regolari, ottenuti con il suffisso -am). Le lettere iniziali di ciascun numero seguono l'ordine delle lettere nell'alfabeto arabo: a, b, j, d, h, w, z, ḥ, ṭ, y.

## Il lessico
Buona parte del lessico sembra di difficile interpretazione. Ma molte parole sono prestiti arabi o delle altre lingue ispiratrici, soprattutto persiano e turco.
Mentre i termini originali in arabo hanno una radice di tre consonanti, i loro derivati in Balaibalan sono in genere privi della terza consonante.  Molti vocaboli sono ottenuti invertendo l'ordine delle lettere delle parole di partenza. Per altre parole è possibile risalire ai vocaboli originali attraverso metafore sufiste. Ad es.:
- -gab-, il tema del verbo "deliberare", è spiegato nel dizionario come costruito dalle lettere b, che indica un'azione condivisa da molte persone, e g, che indica "diffusione".
- ḏāt, "origine", sembra preso dall'arabo ḏāt, che significa "essenza".
- mīm, "bocca", può essere la copia del nome mīm della lettera araba م (equivalente alla nostra m) il cui tracciato è spesso paragonato, nella poesia, a quello di una bocca[3].

Il nome ān "Dio" sembra provenire dalla lingua accadica.

## Estratti di lingua

### Il nome della lingua
- bāl "lingua"
- a "di (prep. semplice)"
- i "il (art. det.)"
- bal "vivificare", "creare"
- an "(participio)"

Il significato è quindi "Lingua del creatore ". 

Gli studiosi sono nel dubbio che la parola "creatore" sia riferita a Dio o al creatore della lingua.

### Frasi
- y-asnam ra-y-ān! "Rendi grazie a Dio!"
- yablam rabal! "Inventa una lingua!"

### Dalla prefazione alDizionario
Traduzione: